# AB Aerotransport
AB Aerotransport (ABA) var et svensk luftfartsselskab, som i dag er en del af SAS Group. Det blev oprettet i Stockholm 1924. I 1948 blev ABA sammensluttet med Svensk Interkontinental Lufttrafik Aktiebolag (SILA). Det ophørte i 1950 som operationelt luftfartsselskab, da flyselskabet blev slået sammen med de nationale flyselskaber i Danmark og Norge til dannelsen af  det fællesskandinaviske flyselskab SAS.
| Firma | Spire Denne artikel om et firma eller en virksomhed i Sverige er en spire som bør udbygges. Du er velkommen til at hjælpe Wikipedia ved at udvide den. |

| Luftfart | Spire Denne artikel om flyvning er en spire som bør udbygges. Du er velkommen til at hjælpe Wikipedia ved at udvide den. |